# نیک آرنولد (بازیکن فوتبال)
نیک آرنولد (انگلیسی: Nick Arnold؛ زادهٔ ۳ ژوئیهٔ ۱۹۹۳) بازیکن فوتبال اهل بریتانیا است.
از باشگاه‌هایی که در آن بازی کرده‌است می‌توان به باشگاه فوتبال ووکینگ، باشگاه فوتبال وایت‌هاوک، باشگاه فوتبال وایکام واندررز، و باشگاه فوتبال ردینگ اشاره کرد.
وی همچنین در تیم ملی فوتبال England C بازی کرده‌است.